# Nouveau stade de Bordj Menaiel
Le nouveau stade de Bordj Menaiel est un stade olympique en construction à Bordj Menaiel, en Algérie depuis 2012. Le chantier est actuellement à l'arrêt.

## Histoire
La construction d'un nouveau stade pour la ville de Bordj Menaiel a débuté dans les années 1990 avant d'être abandonné à cause d'un problème sur le terrain choisi.
Après le séisme de 2003 qui a touché le stade municipal Salah Takdjerad, le projet est relancé en 2008 sur un terrain situé 200 mètres plus à l'est. La construction débute en 2012. Après l'achèvement des travaux de la moitié des tribunes, le chantier est arrêté depuis 2017.

## Caractéristiques
Il s'agit d'un stade de 10 000 places entourant un terrain en gazon naturel et une piste d'athlétisme.
Il est situé à 2 km à l'est de l'actuel stade de la ville, près du village agricole.